# Freda Du Faur
Pour les articles homonymes, voir Faur et Dufaur.
Emmeline Freda Du Faur plus connue sous le nom de Freda Du Faur, née le 16 septembre 1882 à Croydon en Nouvelle-Galles du Sud, Australie et morte le 11 septembre 1935 à Dee Why en Nouvelle-Galles du Sud, est une alpiniste et écrivaine australienne. Elle est la première femme à réaliser l'ascension du mont Cook. Elle réalise aussi de nombreuses premières ascensions dans les Alpes du Sud néozélandaise.

## Jeunesse
Freda Du Faur est née à Croydon en Nouvelle-Galles du Sud, Australie. C'est la fille de Frederick Eccleston Du Faur, un vendeur de matériel et de terrains mais aussi amateur d'arts, et de sa seconde femme, Blanche Mary Elizabeth Woolley (la fille du professeur John Woolley (en)).
Elle étudie au Sydney Church of England Girls Grammar School (en). Freda Du Faur développe sa passion pour la montagne alors qu'elle vit avec sa famille près du parc national de Ku-ring-gai. Encore jeune fille, elle explore la région et apprend toute seule à faire de l'escalade. Elle ne finit pas ses études d'infirmière en raison du stress et de l'importance de la charge de travail. Grâce à l'aide de ses parents pour sa passion et l'héritage d'une tante, Emmeline Woolley, elle a la liberté d'entreprendre des voyages et de grimper.

## Découverte du Mont Cook
Freda Du Faur passe l'été en Nouvelle-Zélande dans l'Île du Nord, mais ne visite pas l'Île du Sud jusqu'à son séjour de 1906. C'est à ce moment qu'elle vit des photographies du Mont Cook à l'exposition internationale sur l'alpinisme en Nouvelle-Zélande, qui se tient à Christchurch. Ceci l'inspire pour son voyage et l'incite à monter à l’Hermitage, où elle décide qu'elle veut grimper au sommet des Alpes du Sud de l’Île du Sud. Elle visite cette région à deux reprises. À sa deuxième visite en 1908, elle examine la montagne plus en détail et rencontre le guide en chef de l’Hermitage, Peter Graham.
Peter Graham l'initie à l'escalade en montagne et lui permet d’acquérir de l'expérience dans le maniement des cordes, dans les parcours sur la neige et dans l'escalade sur glace, expériences qui complètent son habileté naturelle sur le rocher. Alors que la pratique de la montagne est encore un passe-temps exceptionnel, l'enthousiasme de Freda Du Faur et sa persévérance permettent à ses guides d'envisager des projets d'ascensions. Elle trouve dans ce challenge, une source de plaisir et de liberté. En s'affranchissant des limitations imposées aux femmes de ce temps, elle obtient un moyen d'échapper aux frustrations de sa famille et de la société.

## Première expérience de la montagne (1906-1910)
La première ascension de Freda Du Faur est le mont Sealy dans les Alpes du Sud en Nouvelle-Zélande, le 19 décembre 1909. Au refuge de l’Hermitage, elle s'oppose à d'autres femmes qui ne voulaient pas qu'elle passe une nuit seule avec un guide, y compris avec Peter Graham. Malheureusement pour Freda Du Faur, son chaperon s'avère très encombrant. Mais son expertise dans le maniement des cordes lui permet de sauver la vie de son chaperon quand il glisse lors de l'ascension.
Du fait de la rigueur de l'environnement alpin, Freda adopte des vêtements pratiques. Elle porte, quand elle grimpe, une jupe qui tombe juste au-dessous du genou et qui cache des culottes bouffantes. Elle contredit les stéréotypes de son époque par ses ascensions. Elle surmonte les coups de soleil, la saleté et l'inconfort par les plaisirs de l'alpinisme.
Freda Du Faur s'avère être une meneuse capable qui, par sa motivation, entraîne non seulement d'autres femmes à grimper mais également les autres alpinistes de l'époque. Elle est célèbre pour son expertise à grimper sur le rocher, sa persévérance, et ses capacités athlétiques. Muriel Cadogan l'entraîne pendant 3 mois à l'Insitut Dupain d'éducation physique de Sydney, avant d'entreprendre son voyage de novembre 1910 en Nouvelle-Zélande.

## L'ascension du mont Cook: décembre 1910
La préparation rigoureuse de Freda Du Faur pour l'expédition prévue, lui permet de gravir le mont Cook peu de temps après son arrivée en Nouvelle-Zélande. Le 3 décembre 1910, Peter et Alexander Graham l’accompagnent jusqu'au somment. Son expédition est la première ascension de cette montagne par une femme, et aussi le record de vitesse de l'époque. Elle partage sa tente avec ses guides. Après cette expédition, elle acquiert plus de liberté. Elle écrit :

« Je fus la première femme non mariée à grimper en Nouvelle-Zélande et en conséquence, je reçus  tous les mauvais coups jusqu'au jour où j'acquis une notoriété dans le monde de la montagne, après quoi, je pus faire ce qui me semblait bon. »

En quatre saisons d'escalade, elle fait de nombreuses premières et réussit l'ascension de sommets notables. Son palmarès comprend la deuxième ascension du mont Tasman, la première ascension du mont Dampier et la première traversée du mont Sefton, ainsi que plusieurs autres pics de plus de 3 000 m. Elle fait la première Grand Traversée des 3 pics du mont Cook, le 3 janvier 1913, avec Peter Graham et David Thomson.

## Ascensions notables
Durant l'été 1910, elle passe la saison en Nouvelle-Zélande pour pratiquer l'alpinisme. Le 3 décembre, elle est la première femme à réaliser l'ascension du mont Cook (3 760 m). Elle est guidée par Peter et Alex Graham. C'est le record de l'ascension au moment de la réalisation. Elle réalise aussi l'ascension du mont De la Beche (2 979 m), du mont Green (en) (2 828 m) et du mont Chudleigh (de) (2 944 m, première ascension).
En 1911, elle réalise la première ascension du mont Du Faur (2 389 m), la première du mont Nazomi (2 953 m), la deuxième du mont Tasman (3 497 m), la première du mont Dampier (3 430 m) et la deuxième du mont Lendenfeld (en) (3 192 m).
En 1913, elle fait l'ascension du mont Pibrac (2 567 m) qu'elle nomme Pibrac, en l'honneur du village de France dont est originaire sa famille. Elle réalise en outre l'ascension du mont Cadogan (2 398 m) qu'elle nomme Muriel Cadogan, du nom de sa compagne.
Le 3 janvier 1913, elle effectue la première traversée des trois pics du mont Cookavec Peter Graham et David Thomson.

## Livre
En 1915, elle publie The Conquest of Mount Cook and Other Climbs qui est classé dans les 100 meilleurs livres d'alpinisme selon la librairie américaine Chessler books, et disponible en livre audio dans les archives de Radio Newland.

## Sa vie après la pratique de la montagne (1913-1935)
Après tous ces exploits, Freda Du Faur et Muriel Cadogan partent pour l'Angleterre et projettent de faire des ascensions dans les Alpes, au Canada et dans l'Himalaya. La Première Guerre mondiale empêche Freda de grimper en Europe mais lui donne l'occasion de travailler à Londres où son livre La conquête du mont Cook est écrit et publié en 1915. Cet ouvrage donne un retentissement important à ses exploits en escalade.
Freda Du Faur part ensuite de Londres vers Bournemouth, une ville de la côte sud de l'Angleterre, vivant ainsi dans la banlieue de Boscombe. Freda et Muriel y possèdent une maison au 28 Sea Road, à Boscombe à partir de l'automne 1922, et y vivent jusqu'en 1925, mais la quittent de 1926 à 1928. Elles retournent à Sea Road en 1929, et après la mort de Muriel, Freda Du Faur y vit seule jusqu'en 1931. En 1932 et 1933 Freda Du Faur vit à Sea Road avec Hannah Dickens, qui reste seule dans l'appartement à partir de 1934, bien que Freda Du Faur y revienne pour des visites occasionnelles jusqu'en 1935.
Après une crise de nerf de Muriel Cadogan, Freda Du Faur l’amène dans une institution spécialisée. Elles y sont internées toutes les deux. Toutefois, elles sont séparées quand Freda quitte l'institution. Muriel continue son traitement, jusqu'à ce que sa famille vienne la ramener en Australie. Muriel Cadogan décède en juin 1929, lors de son voyage de retour. Freda Du Faur retourne en Australie pour vivre à Dee Why, près de Sydney, et reprend ses randonnées dans le bush. Freda souffre de dépression à la suite de la perte de son amie et à son incapacité à comprendre la cause de sa mort. Elle se suicide le 11 septembre 1935 en s’empoisonnant au monoxyde de carbone et est inhumée en privé dans le cimetière de l'Église d'Angleterre de Manly près de Sydney.
Freda Du Faur est la principale alpiniste amateur de cette période en Nouvelle-Zélande bien qu'elle n'y ait jamais vécu. Elle est considérée comme la première femme active en haute montagne de Nouvelle-Zélande. Aujourd'hui, dans les Alpes du Sud, les pics Du Faur, Pibrac et Cadogan ont reçu leur nom en mémoire de cette pionnière, de sa ville d'origine ainsi que de sa compagne.
Durant une cérémonie le 3 décembre 2006, une plaque commémorative fut ajoutée sur sa tombe dans le cimetière de Manly.